# 2001 SE291
2001 SE291, também escrito como 2001 SE291, é um objeto transnetuniano (TNO) que está localizado no cinturão de Kuiper, uma região do Sistema Solar. Ele é classificado como um cubewano. O mesmo possui uma magnitude absoluta de 7,2 e tem um diâmetro com cerca de 160 km.

## Descoberta
2001 SE291 foi descoberto no dia 18 de setembro de 2001 pelos astrônomos P. Nicholson, C. Dumas, A. W. Harris, e B. Gladman.

## Órbita
A órbita de 2001 SE291 tem uma excentricidade de 0,130 e possui um semieixo maior de 45,282 UA. O seu periélio leva o mesmo a uma distância de 39,396 UA em relação ao Sol e seu afélio a 51,168 UA.